# 索特龙
索特龙（法語：Sautron，法語發音：[sotʁɔ̃] ⓘ），法国大西洋卢瓦尔省的一个市镇，位于该省中部，属于南特区和南特都会区，其市镇面积为17.28平方公里，2022年1月1日时人口数量为8,534人。
索特龙是南特都会区的组成部分，位于南特市区西北部大约8公里处。

## 行政
索特龙的邮政编码为44880，INSEE市镇编码为44194。

## 地理

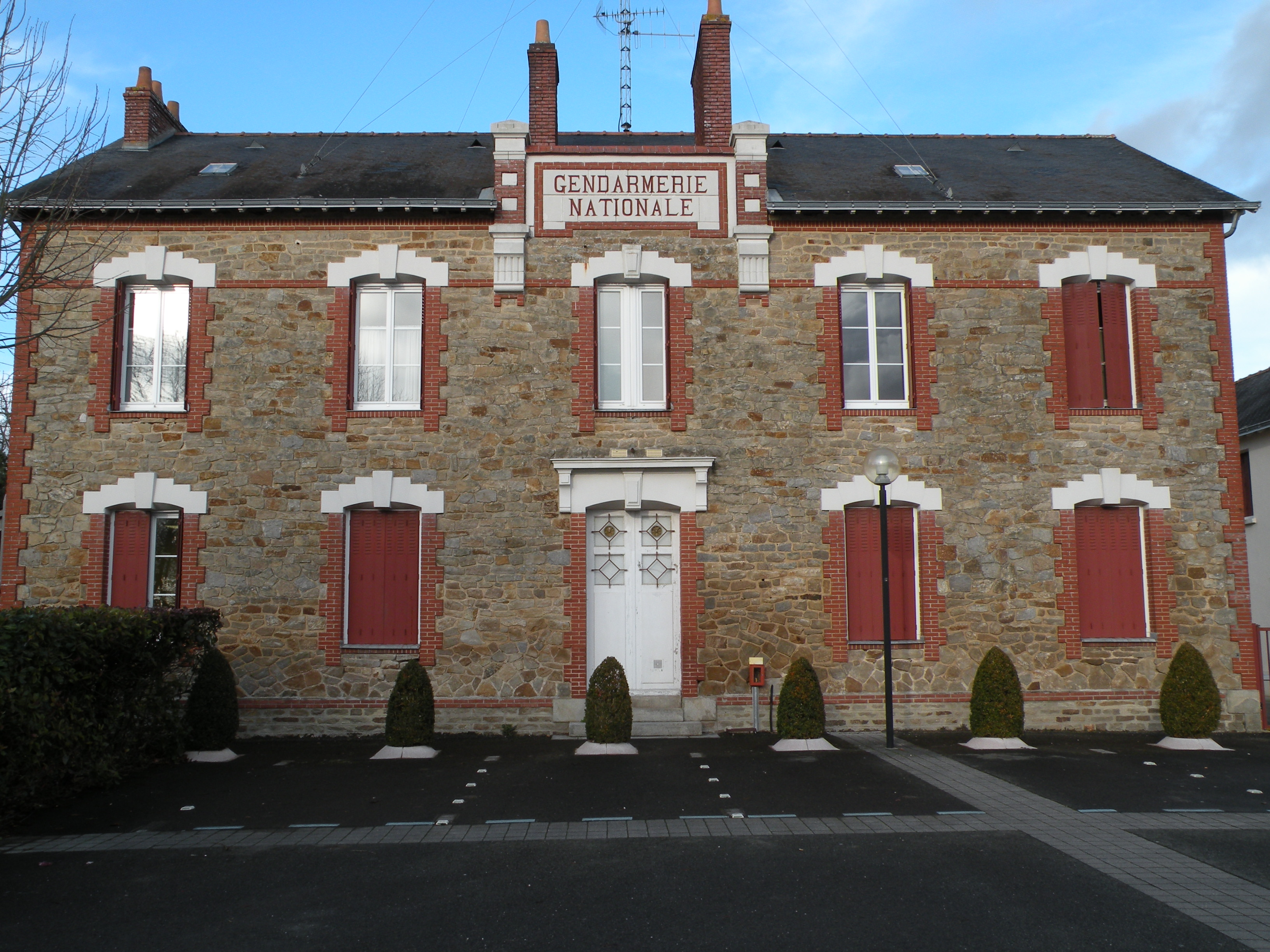
索特龙境内的国家宪兵队

索特龙（47°15'49"N, 1°40'6"W）位于法国西北部，卢瓦尔河地区大区西部和大西洋卢瓦尔省中部。
与索特龙接壤的市镇包括：库埃龙、奧爾沃、圣艾蒂安德蒙吕克、聖埃爾布蘭、布列塔尼地区维尼厄。
桑斯河（Cens）自西北向东南流经索特龙市区。境内总体地势平坦，海拔在25至80米之间。
按照柯本气候分类法，索特龙属于较为典型的温带海洋性气候，全年温差较小，降水分布均匀。

## 历史
索特龙历史上长期为普通村落，因其附近的林区而出现狩猎活动，20世纪末逐渐形成居民区。

## 交通
法国国道N165线从境内南部过境，大西洋卢瓦尔省省道D26线、D81线和D965线经过索特龙境内。南特公交69路经过索特龙境内。

## 人口
| 年份   | 1936 | 1946 | 1954  | 1962  | 1968  | 1975  | 1982  | 1990  | 1999  | 2006  | 2007  | 2012  | 2017  |
| ------ | ---- | ---- | ----- | ----- | ----- | ----- | ----- | ----- | ----- | ----- | ----- | ----- | ----- |
| 人口數 | 878  | 944  | 1,022 | 1,216 | 1,333 | 2,849 | 4,692 | 6,026 | 6,818 | 6,809 | 6,806 | 6,989 | 8,192 |